# 小行星680
小行星680（680 Genoveva）是一颗围绕太阳公转的小行星。1909年4月22日，奧古斯特·科普夫在海德堡描述了此天体。
該小行星以德国音乐家罗伯特·舒曼的歌剧《格诺费瓦》的登场人物格诺费瓦（Genoveva）命名。
这颗小行星的绝对星等为9.31等。

## 相关條目
- 小行星列表/10001-11000

## 外部連結
- Asteroid Lightcurve Database (LCDB) （页面存档备份，存于）, query form (info （页面存档备份，存于）)
- Dictionary of Minor Planet Names, Google books
- Discovery Circumstances: Numbered Minor Planets (10001)-(15000) （页面存档备份，存于） – Minor Planet Center
- 小行星680 at AstDyS-2, Asteroids—Dynamic Site
  - Ephemeris · Observation prediction · Orbital info · Proper elements · Observational info
- NASA JPL小天體瀏覽器上的小行星680

| 前一小行星： 小行星679 | 小行星列表 | 後一小行星： 小行星681 |